# ジョン・マッデン (アメリカンフットボール)
ジョン・アール・マッデン（John Earl Madden、1936年4月10日 - 2021年12月28日 ）は、アメリカ合衆国ミネソタ州オースティン出身のアメリカンフットボールの元指導者、解説者。2006年、プロフットボール殿堂入りした。

## プロフィール

### 選手
1958年のNFLドラフトで21巡目でフィラデルフィア・イーグルスから指名されたが怪我のため1年で現役を去っている。

### コーチ
1967年にAFL（1970年よりNFL）オークランド・レイダースのラインバッカーコーチに就任、1969年、当時史上最年少（就任時32歳）でレイダースのヘッドコーチに就任した。1978年までの10年間でスーパーボウル制覇は1度（第11回）のみだが、レギュラーシーズンの通算成績は103勝32敗7分、勝率.750は100勝以上を挙げたヘッドコーチとしては最も高い。プレイオフを含めても112勝39敗7分とグリーンベイ・パッカーズを率いた伝説的名将ヴィンス・ロンバルディに次ぐ成績である。

### 解説者
1979年よりCBSで解説者としてのキャリアをスタート。1981年、実況のパット・サマロールとコンビを組みNo.1に昇格（複数の実況・解説者を抱える放送局では、原則として序列が上の実況・解説コンビが常に注目度の高い試合を担当する）して以来、全米No.1の人気を誇っていた。
1994年、NFCの放映権がCBSからFOXに移るとともにパット・サマロール共々移籍。2002年にはABCに移籍、新たにアル・マイケルズとコンビを組み、マンデーナイトフットボール(MNF)を担当していたが、ABCのNFL中継からの撤退で2006年からアル・マイケルズ共々NBCに移籍、サンデーナイトフットボール(SNF)を担当することになり、全米4大ネットワークのすべてで解説を務めた初めてのスポーツアナリストとなった。
エミー賞のスポーツ解説者部門では受賞16回（1981-1982、1986-1992、1994-1995、1998-1999、2003、2005、2007年）、2010年には功労賞を受賞している。プロフットボール殿堂入りに先立ち、2002年にはテレビ・ラジオを通じてNFLに貢献した人物に贈られるピート・ロゼール・ラジオ&TV賞を受賞している。
大の飛行機恐怖症で、シーズン中は「マッデン・クルーザー」（Maddencruiser）と呼ばれる大型バスをベースとしたキャンピングカーで全米中を移動していた。そのため、アロハ・スタジアム（ハワイ州ホノルル）で行われるプロボウルの解説は担当することは一度もなかった。
フットボール解説を始めて以来、476週にわたり連続出演を果たしていたが、2008年10月19日のSNF・シアトル・シーホークス対タンパベイ・バッカニアーズ戦で、初めて出演をキャンセルした。

### 引退
2009年4月16日に30年に渡った解説者生活から別れることを表明した。最後の解説は第43回スーパーボウルであった。彼の解説者引退に対してはNFLコミッショナーのロジャー・グッデルや実況を共にしたアル・マイケルズなど多くの関係者から惜しむ声が聞かれた。
1988年以降毎年、彼が監修したテレビゲーム、マッデンNFLが発売されている。
その年最も優秀なオフェンスラインマンのユニットに与えられるマッデン・プロテクターズ・アワードを2011年シーズンより創設、最初の受賞ユニットはドリュー・ブリーズのシーズンパスNFL記録樹立に貢献したニューオーリンズ・セインツのユニットが選ばれた。
2021年12月28日に亡くなった。